# Едоардо Анели (1831 – 1871)
Вижте пояснителната страница за други личности с името Едоардо Анели.
Едоардо Карло Томазо Анели (на италиански: Edoardo Carlo Tommaso Agnelli) е италиански предприемач и политик, баща на основателя на „Фиат“ Джовани Анели.

## Биография
Той е най-малкият син на Джузепе Франческо Анели и Мария Маджа (Анна Мария Магджа). Има четири братя и сестри: Джачинто, Барбара Клара, Луиджи Джовани и Тереза.
Семейството идва от северноиталианския град Ракониджи, където е активно в отглеждането на черничеви дървета, в основата на производството на коприна. При раждането си Едоардо е кръстен у дома с висшестоящо разрешение и шест дни по-късно в църквата „Сан Карло“ в Торино.
През 1853 г. купува Вила „Пикон“ в градчето Вилар Пероза, бивша резиденция на графовете на Пероза, луксозна вила в бароков стил, премествайки се във Вал Кизоне. Земеделските стопанства в равнината се управляват чрез изполица, докато Едоардо започва да се посвещава основно на бизнеса и политиката. Благодарение на икономическия си успех той е съветник на община Вилар Пероза, на която става кмет през 1865 г.
През 1865 г. се жени за Аничета Фризети (1846, Торино – 28 октомври 1920 пак там) от много богато семейство (баща й Джовани има бизнес сделки с Джузепе Франческо Анели), от която има един син и две дъщери, починали като малки:
- Джовани Анели (13 август 1866, Торино – 16 декември 1945 пак там), съосновател на „Фиат“ и съпруг на Клара Бозели
- Каролина Анели (11 април 1868, Торино – 22 февруари 1871, пак там)
- Феличита Карола Анна Мария Джустина Анели (3 ноември 1869, Вилар Пероза – 22 февруари 1871)

Семейство Анели разделя времето си между Вилар Пероза и Торино. До преждевременната си смърт през 1871 г. на 40-годишна възраст Едоардо е един от главните герои на живота в Торино на своето време. В областта на културата се присъединява към Дружеството за насърчаване на изящните изкуства.
Умира на 40-годишна възраст през 1871 г.